# Liga Nacional de Básquet 2005-06
La temporada 2005-06 de la Liga Nacional de Básquet de la Argentina fue la vigésima segunda edición de la máxima competencia argentina de clubes en dicho deporte. Se inició el 5 de octubre de 2005 con el partido inaugural de temporada entre el último campeón, Ben Hur de Rafaela y Atenas de Córdoba, encuentro disputado en el Estadio Delmi de Salta, y finalizó el 1 de junio de 2006 con el sexto partido de la serie final entre el Gimnasia de Comodoro Rivadavia y Libertad de Sunchales en el Estadio Socios Fundadores, en donde se consagró campeón como local el equipo patagónico, luego de ganar la serie final 4 a 2.
Para esta temporada, la organización del torneo decidió liberar la elección de números dorsales en las camisetas, pudiéndose elegir desde el 00 al 99. También se creó el Torneo Súper 8, para reemplazar el Torneo Top 4.

## Equipos participantes

### Ascensos y descensos
| Pos. | Descendidos en la LNB 2004-05 |
| ---- | ----------------------------- |
| 15.º | Obras Sanitarias              |
| 16.º | Gimnasia y Esgrima La Plata   |

| Pos. | Ascendidos del TNA 2004-05 |
| ---- | -------------------------- |
| 1.º  | La Unión de Formosa        |
| 2.º  | Ciclista Juninense         |

### Equipos
| Región                    | Cantidad |
| ------------------------- | -------- |
| Provincia de Buenos Aires | 6        |
| Capital Federal           | 2        |
| Chubut                    | 2        |
| Santa Fe                  | 2        |
| Córdoba                   | 1        |
| Corrientes                | 1        |
| Entre Ríos                | 1        |
| Formosa                   | 1        |

| Club                | Ciudad                     | Entrenador             | Estadio                        | Capacidad |
| ------------------- | -------------------------- | ---------------------- | ------------------------------ | --------- |
| Argentino           | Junín                      | Néstor García          | Estadio Héctor D'Annunzio      | 1200      |
| Atenas              | Córdoba                    | Enrique Tolcachier     | Polideportivo Carlos Cerutti   | 3424      |
| Belgrano            | San Nicolás de los Arroyos | Eduardo Cadillac       | Estadio Fortunato Bonelli      | 2000      |
| Ben Hur             | Rafaela                    | Julio César Lamas      | Estadio Coliseo del Sur        | 4000      |
| Boca Juniors        | Ciudad de Buenos Aires     | Carlos Duro            | Estadio Luis Conde             | 2000      |
| Central Entreriano  | Gualeguaychú               | Fabio Demti            | Estadio José María Bertora     | 2100      |
| Ciclista Juninense  | Junín                      | Adrián Capelli         | Estadio Raúl Merlo             | 2000      |
| Deportivo Madryn    | Puerto Madryn              | Oscar Sánchez          | Nuevo Palacio Aurinegro        | 3500      |
| Estudiantes         | Olavarría                  | Hernán Laginestra      | Estadio Parque Carlos Guerrero | 5000      |
| Gimnasia y Esgrima  | Comodoro Rivadavia         | Fernando Duró          | Estadio Socios Fundadores      | 2276      |
| La Unión de Formosa | Formosa                    | Daniel Frola           | Estadio Centenario             | —         |
| Libertad            | Sunchales                  | Gonzalo Eugenio García | El Hogar de los Tigres         | 4000      |
| Peñarol             | Mar del Plata              | Guillermo Narvarte     | Polideportivo Islas Malvinas   | 8000      |
| Quilmes             | Mar del Plata              | Javier Bianchelli      | Estadio Once Unidos            | 3000      |
| Regatas Corrientes  | Corrientes                 | Carlos Bualó           | Estadio José Jorge Contte      | 4000      |
| River Plate         | Ciudad de Buenos Aires     | Mario Guzmán           | Microestadio River Plate       | 2400      |

Cambio de entrenador
| Club          | Entrenador saliente | Entrenador entrante |
| ------------- | ------------------- | ------------------- |
| Argentino (J) | Néstor García       | Eduardo Jápez       |
| Argentino (J) | Eduardo Jápez       | Silvio Santander    |
| Belgrano (SN) | Eduardo Cadillac    | Daniel Maffei       |
| Libertad      | Gonzalo García      | Eduardo Cadillac    |
| Quilmes       | Javier Bianchelli   | Alejandro Magnone   |

## Formato
Se jugó una primera fase en donde se separaron los equipos por conveniencia geográfica en 2 zonas (norte y sur) y se enfrentaron en partidos ida y vuelta solo entre los equipos de su zona. Los primeros 4 de cada grupo clasificaron al Torneo Súper 8 que se disputó en diciembre en Junín. En la segunda fase se enfrentaron todos contra todos arrastrando la mitad de los puntos de la primera fase. 
Los primeros 4 de la tabla se clasificaron directamente a los cuartos de final, mientras que los que se posicionaron del puesto quinto al decimosegundo jugaron la reclasificación. Los últimos 2 de la tabla descienden al Torneo Nacional de Ascenso. 
Los Play Off se jugaron al mejor de 5 partidos (gana el primero que llegue a 3 victorias) con el formato 2-2-1, en la reclasificación, los cuartos de final y la semifinal. La final se jugó al mejor de 7 partidos (gana el primero que llegue a 4 partidos ganados) con el formato 2-2-1-1-1.

## Primera fase

### Zona norte
| Zona Norte             | PJ | PG | PP | Pts |
| ---------------------- | -- | -- | -- | --- |
| Ben Hur                | 14 | 13 | 1  | 27  |
| Central Entrerriano    | 14 | 11 | 3  | 25  |
| Libertad               | 14 | 8  | 6  | 22  |
| Atenas                 | 14 | 6  | 8  | 20  |
| Regatas Corrientes     | 14 | 6  | 8  | 20  |
| Argentino (Junín)      | 14 | 5  | 9  | 19  |
| Belgrano (San Nicolás) | 14 | 5  | 9  | 19  |
| La Unión de Formosa    | 14 | 2  | 12 | 16  |

|  |                                                 |
|  | Clasificados al Súper 8 por tener mejor récord. |
|  | Clasificado por invitación de la organización.  |

| Belgrano (SN)       | 87 - 74 | La Unión de Formosa | 7 de octubre  |
| Argentino (J)       | 86 - 98 | Regatas Corrientes  | 7 de octubre  |
| Central Entrerriano | 77 - 68 | Atenas              | 7 de octubre  |
| Ben Hur             | 82 - 68 | Libertad            | 11 de octubre |

| Ben Hur             | 75 - 71   | Atenas              | 5 de octubre |
| Belgrano (SN)       | 82 - 79   | Regatas Corrientes  | 9 de octubre |
| Argentino (J)       | 105 - 102 | La Unión de Formosa | 9 de octubre |
| Central Entrerriano | 77 - 78   | Libertad            | 9 de octubre |

| La Unión de Formosa | 70 - 97 | Ben Hur             | 14 de octubre |
| Libertad            | 93 - 69 | Belgrano (SN)       | 14 de octubre |
| Regatas Corrientes  | 75 - 77 | Central Entrerriano | 14 de octubre |
| Atenas              | 89 - 65 | Argentino (J)       | 14 de octubre |

| La Unión de Formosa | 64 - 76 | Central Entrerriano | 16 de octubre |
| Libertad            | 73 - 68 | Argentino (J)       | 16 de octubre |
| Regatas Corrientes  | 63 - 77 | Ben Hur             | 16 de octubre |
| Atenas              | 84 - 92 | Belgrano (SN)       | 16 de octubre |

| La Unión de Formosa | 78 - 86 | Libertad      | 19 de octubre |
| Ben Hur             | 91 - 76 | Belgrano (SN) | 19 de octubre |
| Regatas Corrientes  | 78 - 72 | Atenas        | 19 de octubre |
| Central Entrerriano | 71 - 69 | Argentino (J) | 19 de octubre |

| La Unión de Formosa | 68 - 71   | Atenas        | 21 de octubre |
| Ben Hur             | 104 - 100 | Argentino (J) | 21 de octubre |
| Regatas Corrientes  | 78 - 76   | Libertad      | 21 de octubre |
| Central Entrerriano | 73 - 65   | Belgrano (SN) | 21 de octubre |

| Libertad      | 89 - 63   | La Unión de Formosa | 28 de octubre |
| Belgrano (SN) | 90 - 91   | Ben Hur             | 28 de octubre |
| Atenas        | 103 - 96  | Regatas Corrientes  | 28 de octubre |
| Argentino (J) | 100 - 103 | Central Entrerriano | 28 de octubre |

| Libertad      | 73 - 62 | Regatas Corrientes  | 30 de octubre |
| Belgrano (SN) | 79 - 73 | Central Entrerriano | 30 de octubre |
| Atenas        | 78 - 80 | La Unión de Formosa | 30 de octubre |
| Argentino (J) | 85 - 94 | Ben Hur             | 30 de octubre |

| Libertad            | 66 - 74   | Ben Hur             | 2 de noviembre |
| La Unión de Formosa | 82 - 77   | Belgrano (SN)       | 4 de noviembre |
| Regatas Corrientes  | 100 - 109 | Argentino (J)       | 4 de noviembre |
| Atenas              | 64 - 78   | Central Entrerriano | 4 de noviembre |

| La Unión de Formosa | 90 - 91 | Argentino (J)       | 6 de noviembre |
| Libertad            | 72 - 75 | Central Entrerriano | 6 de noviembre |
| Regatas Corrientes  | 94 - 72 | Belgrano (SN)       | 6 de noviembre |
| Atenas              | 84 - 97 | Ben Hur             | 6 de noviembre |

| Ben Hur             | 103 - 66 | La Unión de Formosa | 11 de noviembre |
| Belgrano (SN)       | 80 - 87  | Libertad            | 11 de noviembre |
| Argentino (J)       | 69 - 94  | Atenas              | 11 de noviembre |
| Central Entrerriano | 88 - 80  | Regatas Corrientes  | 15 de noviembre |

| Ben Hur             | 77 - 75 | Regatas Corrientes  | 13 de noviembre |
| Belgrano (SN)       | 83 - 92 | Atenas              | 13 de noviembre |
| Central Entrerriano | 90 - 75 | La Unión de Formosa | 13 de noviembre |
| Argentino (J)       | 66 - 55 | Libertad            | 13 de noviembre |

| Libertad            | 99 - 92 | Atenas              | 18 de noviembre |
| Belgrano (SN)       | 76 - 99 | Argentino (J)       | 18 de noviembre |
| Ben Hur             | 92 - 65 | Central Entrerriano | 18 de noviembre |
| La Unión de Formosa | 88 - 94 | Regatas Corrientes  | 18 de noviembre |

| Atenas              | 77 - 56 | Libertad            | 20 de noviembre |
| Central Entrerriano | 81 - 62 | Ben Hur             | 20 de noviembre |
| Argentino (J)       | 96 - 97 | Belgrano (SN)       | 20 de noviembre |
| Regatas Corrientes  | 89 - 81 | La Unión de Formosa | 20 de noviembre |

### Zona sur
| Zona Sur                 | PJ | PG | PP | Pts |
| ------------------------ | -- | -- | -- | --- |
| Boca Juniors             | 14 | 12 | 2  | 26  |
| Ciclista Juninense       | 14 | 8  | 6  | 22  |
| Peñarol1                 | 14 | 7  | 7  | 21  |
| River Plate1             | 14 | 7  | 7  | 21  |
| Quilmes1                 | 14 | 7  | 7  | 21  |
| Estudiantes (Olavarría)1 | 14 | 7  | 7  | 21  |
| Gimnasia y Esgrima (CR)  | 14 | 6  | 8  | 20  |
| Deportivo Madryn         | 14 | 4  | 10 | 18  |

|  |                                                 |
|  | Clasificados al Súper 8 por tener mejor récord. |

1: El cuádruple empate entre Estudiantes de Olavarría, Peñarol, Quilmes y River Plate se definió por los resultados entre los empatados.
| Quilmes          | 87 - 79 | Estudiantes (O)    | 6 de octubre |
| Deportivo Madryn | 81 - 83 | Ciclista Juninense | 7 de octubre |
| Boca Juniors     | 77 - 72 | Peñarol            | 7 de octubre |
| Gimnasia (CR)    | 66 - 92 | River Plate        | 7 de octubre |

| Deportivo Madryn | 52 - 66  | River Plate        | 9 de octubre  |
| Boca Juniors     | 76 - 79  | Estudiantes (O)    | 9 de octubre  |
| Gimnasia (CR)    | 97 - 114 | Ciclista Juninense | 9 de octubre  |
| Quilmes          | 87 - 80  | Peñarol            | 11 de octubre |

| Ciclista Juninense | 77 - 82 | Boca Juniors     | 14 de octubre |
| Peñarol            | 79 - 70 | Deportivo Madryn | 14 de octubre |
| River Plate        | 86 - 68 | Quilmes          | 14 de octubre |
| Estudiantes (O)    | 82 - 69 | Gimnasia (CR)    | 14 de octubre |

| Ciclista Juninense | 103 - 81 | Quilmes          | 16 de octubre |
| Peñarol            | 97 - 104 | Gimnasia (CR)    | 16 de octubre |
| Estudiantes (O)    | 82 - 69  | Deportivo Madryn | 16 de octubre |
| River Plate        | 97 - 81  | Boca Juniors     | 17 de octubre |

| Ciclista Juninense | 95 - 83 | Peñarol          | 19 de octubre |
| Boca Juniors       | 83 - 59 | Deportivo Madryn | 19 de octubre |
| River Plate        | 79 - 73 | Estudiantes (O)  | 19 de octubre |
| Quilmes            | 75 - 79 | Gimnasia (CR)    | 19 de octubre |

| Ciclista Juninense | 96 - 87 | Estudiantes (O)  | 21 de octubre |
| Boca Juniors       | 77 - 71 | Gimnasia (CR)    | 21 de octubre |
| River Plate        | 94 - 96 | Peñarol          | 21 de octubre |
| Quilmes            | 75 - 59 | Deportivo Madryn | 21 de octubre |

| Deportivo Madryn | 90 - 74 | Boca Juniors       | 28 de octubre |
| Estudiantes (O)  | 80 - 67 | River Plate        | 28 de octubre |
| Gimnasia (CR)    | 85 - 73 | Quilmes            | 28 de octubre |
| Peñarol          | 99 - 91 | Ciclista Juninense |               |

| Gimnasia (CR)    | 74 - 85  | Boca Juniors       | 26 de octubre   |
| Deportivo Madryn | 69 - 85  | Quilmes            | 30 de octubre   |
| Estudiantes (O)  | 79 - 72  | Ciclista Juninense | 30 de octubre   |
| Peñarol          | 94 - 104 | River Plate        | 19 de noviembre |

| Ciclista Juninense | 109 - 88 | Deportivo Madryn | 4 de noviembre |
| River Plate        | 69 - 79  | Gimnasia (CR)    | 4 de noviembre |
| Estudiantes (O)    | 74 - 71  | Quilmes          | 4 de noviembre |
| Peñarol            | 97 - 102 | Boca Juniors     | 9 de noviembre |

| Estudiantes (O)    | 87 - 98 | Boca Juniors     | 2 de noviembre |
| Ciclista Juninense | 83 - 85 | Gimnasia (CR)    | 6 de noviembre |
| River Plate        | 77 - 74 | Deportivo Madryn | 6 de noviembre |
| Peñarol            | 97 - 75 | Quilmes          | 9 de noviembre |

| Boca Juniors     | 91 - 84 | Ciclista Juninense | 11 de noviembre |
| Deportivo Madryn | 91 - 81 | Peñarol            | 11 de noviembre |
| Quilmes          | 96 - 90 | River Plate        | 11 de noviembre |
| Gimnasia (CR)    | 67 - 69 | Estudiantes (O)    | 11 de noviembre |

| Boca Juniors     | 81 - 77 | River Plate        | 9 de noviembre  |
| Deportivo Madryn | 81 - 72 | Estudiantes (O)    | 13 de noviembre |
| Quilmes          | 88 - 86 | Ciclista Juninense | 13 de noviembre |
| Gimnasia (CR)    | 82 - 88 | Peñarol            | 13 de noviembre |

| Boca Juniors       | 72 - 75 | Quilmes         | 20 de noviembre |
| Peñarol            | 85 - 76 | Estudiantes (O) | 21 de noviembre |
| Deportivo Madryn   | 65 - 92 | Gimnasia (CR)   | 21 de noviembre |
| Ciclista Juninense | 80 - 55 | River Plate     | 21 de noviembre |

| Estudiantes (O) | 78 - 93 | Peñarol            | 23 de noviembre |
| Quilmes         | 89 - 98 | Boca Juniors       | 23 de noviembre |
| Gimnasia (CR)   | 77 - 81 | Deportivo Madryn   | 23 de noviembre |
| River Plate     | 81 - 85 | Ciclista Juninense | 23 de noviembre |

## Torneo Súper 8
En esta temporada, se disputó por primera vez el Torneo Súper 8, campeonato que desplazó al Torneo Top 4. El mismo se disputó en la ciudad de Junín (Buenos Aires).
Para determinar los ocho equipos participantes del torneo, los equipos clasificaron acorde a su récord en la primera fase de la corriente liga, de modo tal que el Súper 8 reunió a los 3 primeros de la Zona Norte (Ben Hur, Central Entrerriano, Libertad) y los 4 primeros de la Zona Sur (Boca Juniors, Ciclista Juninense, Peñarol y River Plate) a los cuales se sumó como invitado el dueño de casa Argentino.
Libertad se coronó campeón tras derrotar en la final a Argentino por 86 a 83.

## Segunda fase
| Equipo | Equipo                  | Arr  | PJ | PG | PP | Pts  |
| ------ | ----------------------- | ---- | -- | -- | -- | ---- |
| 1.º    | Ben Hur                 | 13,5 | 30 | 19 | 11 | 62,5 |
| 2.º    | Libertad                | 11,0 | 30 | 20 | 10 | 61,0 |
| 3.º    | Atenas                  | 10,0 | 30 | 20 | 10 | 60,0 |
| 4.º    | Gimnasia y Esgrima (CR) | 10,0 | 30 | 19 | 11 | 59,0 |
| 5.º    | Boca Juniors            | 13,0 | 30 | 17 | 13 | 59,0 |
| 6.º    | Central Entrerriano     | 12,5 | 30 | 17 | 13 | 58,5 |
| 7.º    | Regatas Corrientes      | 10,0 | 30 | 18 | 12 | 58,0 |
| 8.º    | Ciclista Juninense      | 11,0 | 30 | 17 | 13 | 58,0 |
| 9.º    | River Plate             | 10,5 | 30 | 16 | 14 | 56,5 |
| 10.º   | Peñarol                 | 10,5 | 30 | 14 | 16 | 54,5 |
| 11.º   | Estudiantes (Olavarría) | 10,5 | 30 | 14 | 16 | 54,5 |
| 12.º   | Quilmes                 | 10,5 | 30 | 14 | 16 | 54,5 |
| 13.º   | Deportivo Madryn        | 9,0  | 30 | 12 | 18 | 51,0 |
| 14.º   | Belgrano (San Nicolás)  | 9,5  | 30 | 9  | 21 | 48,5 |
| 15.º   | Argentino (Junín)       | 9,5  | 30 | 8  | 22 | 47,5 |
| 16.º   | La Unión de Formosa     | 8,0  | 30 | 6  | 24 | 44,0 |

|  |                                               |
|  | Clasificados directamente a cuartos de final. |
|  | Clasificados a la serie reclasificatoria.     |
|  | Terminan su participación.                    |
|  | Descienden al Torneo Nacional de Ascenso.     |

| Peñarol             | 100 - 74 | Belgrano (SN)       | 27 de noviembre |
| Estudiantes (O)     | 116 - 91 | Argentino (J)       | 27 de noviembre |
| Ciclista Juninense  | 91 - 81  | Gimnasia (CR)       | 27 de noviembre |
| River Plate         | 87 - 77  | Deportivo Madryn    | 27 de noviembre |
| Atenas              | 85 - 66  | Ben Hur             | 27 de noviembre |
| Libertad            | 96 - 74  | Central Entrerriano | 27 de noviembre |
| La Unión de Formosa | 82 - 85  | Quilmes             | 29 de noviembre |
| Regatas Corrientes  | 77 - 85  | Boca Juniors        | 30 de noviembre |

| Regatas Corrientes  | 74 - 80   | Quilmes             | 27 de noviembre |
| La Unión de Formosa | 79 - 93   | Boca Juniors        | 27 de noviembre |
| Peñarol             | 108 - 110 | Argentino (J)       | 29 de noviembre |
| Estudiantes (O)     | 94 - 89   | Belgrano (SN)       | 29 de noviembre |
| Ciclista Juninense  | 91 - 89   | Deportivo Madryn    | 29 de noviembre |
| River Plate         | 92 - 70   | Gimnasia (CR)       | 29 de noviembre |
| Atenas              | 94 - 78   | Central Entrerriano | 29 de noviembre |
| Libertad            | 92 - 88   | Ben Hur             | 29 de noviembre |

| Belgrano (SN)       | 67 - 86   | Regatas Corrientes  | 2 de diciembre |
| Argentino (J)       | 104 - 111 | La Unión de Formosa | 2 de diciembre |
| Boca Juniors        | 63 - 75   | Atenas              | 2 de diciembre |
| Ben Hur             | 84 - 76   | Ciclista Juninense  | 2 de diciembre |
| Central Entrerriano | 80 - 79   | River Plate         | 2 de diciembre |
| Gimnasia (CR)       | 78 - 80   | Peñarol             | 2 de diciembre |
| Deportivo Madryn    | 96 - 82   | Estudiantes (O)     | 2 de diciembre |
| Quilmes             | 68 - 83   | Libertad            | 6 de diciembre |

| Belgrano (SN)       | 95 - 87  | La Unión de Formosa | 4 de diciembre |
| Argentino (J)       | 97 - 94  | Regatas Corrientes  | 4 de diciembre |
| Boca Juniors        | 53 - 93  | Libertad            | 4 de diciembre |
| Quilmes             | 85 - 89  | Atenas              | 4 de diciembre |
| Ben Hur             | 100 - 81 | River Plate         | 4 de diciembre |
| Central Entrerriano | 72 - 87  | Ciclista Juninense  | 4 de diciembre |
| Gimnasia (CR)       | 80 - 68  | Estudiantes (O)     | 4 de diciembre |
| Deportivo Madryn    | 87 - 84  | Peñarol             | 4 de diciembre |

| Gimnasia (CR)      | 103 - 78  | Belgrano (SN)       | 9 de diciembre  |
| Deportivo Madryn   | 103 - 101 | Argentino (J)       | 9 de diciembre  |
| Peñarol            | 79 - 88   | Ben Hur             | 9 de diciembre  |
| Estudiantes (O)    | 97 - 84   | Central Entrerriano | 9 de diciembre  |
| River Plate        | 81 - 85   | Quilmes             | 9 de diciembre  |
| Libertad           | 99 - 77   | La Unión de Formosa | 9 de diciembre  |
| Ciclista Juninense | 114 - 110 | Boca Juniors        | 13 de diciembre |
| Atenas             | 93 - 80   | Regatas Corrientes  | 14 de diciembre |

| River Plate        | 109 - 103 | Boca Juniors        | 7 de diciembre  |
| Gimnasia (CR)      | 106 - 85  | Argentino (J)       | 11 de diciembre |
| Deportivo Madryn   | 90 - 74   | Belgrano (SN)       | 11 de diciembre |
| Peñarol            | 95 - 84   | Central Entrerriano | 11 de diciembre |
| Estudiantes (O)    | 73 - 80   | Ben Hur             | 11 de diciembre |
| Ciclista Juninense | 101 - 79  | Quilmes             | 11 de diciembre |
| Atenas             | 88 - 84   | La Unión de Formosa | 11 de diciembre |
| Libertad           | 99 - 98   | Regatas Corrientes  | 11 de diciembre |

| Belgrano (SN)       | 81 - 68 | Atenas             | 20 de diciembre |
| Argentino (J)       | 86 - 96 | Libertad           | 20 de diciembre |
| Regatas Corrientes  | 93 - 74 | Ciclista Juninense | 20 de diciembre |
| La Unión de Formosa | 78 - 88 | River Plate        | 20 de diciembre |
| Boca Juniors        | 97 - 89 | Libertad           | 20 de diciembre |
| Quilmes             | 74 - 86 | Estudiantes (O)    | 20 de diciembre |
| Ben Hur             | 90 - 83 | Gimnasia (CR)      | 20 de diciembre |
| Central Entrerriano | 74 - 87 | Deportivo Madryn   | 20 de diciembre |

| Belgrano (SN)       | 86 - 89  | Libertad           | 22 de diciembre |
| Argentino (J)       | 55 - 62  | Atenas             | 22 de diciembre |
| Regatas Corrientes  | 108 - 98 | River Plate        | 22 de diciembre |
| La Unión de Formosa | 94 - 91  | Ciclista Juninense | 22 de diciembre |
| Boca Juniors        | 88 - 78  | Estudiantes (O)    | 22 de diciembre |
| Quilmes             | 76 - 90  | Peñarol            | 22 de diciembre |
| Ben Hur             | 87 - 61  | Deportivo Madryn   | 22 de diciembre |
| Central Entrerriano | 82 - 62  | Gimnasia (CR)      | 22 de diciembre |

| Ben Hur             | 78 - 68 | Belgrano (SN)       | 6 de enero  |
| Central Entrerriano | 84 - 78 | Argentino (J)       | 6 de enero  |
| Deportivo Madryn    | 79 - 78 | Quilmes             | 6 de enero  |
| Peñarol             | 84 - 83 | Regatas Corrientes  | 6 de enero  |
| Estudiantes (O)     | 84 - 64 | La Unión de Formosa | 6 de enero  |
| Ciclista Juninense  | 86 - 88 | Atenas              | 6 de enero  |
| River Plate         | 76 - 77 | Libertad            | 6 de enero  |
| Gimnasia (CR)       | 96 - 84 | Boca Juniors        | 10 de enero |

| River Plate         | 92 - 89  | Atenas              | 4 de enero |
| Ben Hur             | 95 - 79  | Argentino (J)       | 8 de enero |
| Central Entrerriano | 91 - 75  | Belgrano (SN)       | 8 de enero |
| Gimnasia (CR)       | 96 - 91  | Quilmes             | 8 de enero |
| Deportivo Madryn    | 71 - 77  | Boca Juniors        | 8 de enero |
| Peñarol             | 105 - 82 | La Unión de Formosa | 8 de enero |
| Estudiantes (O)     | 102 - 85 | Regatas Corrientes  | 8 de enero |
| Ciclista Juninense  | 72 - 58  | Libertad            | 8 de enero |

| Belgrano (SN)       | 74 - 78  | Ciclista Juninense  | 13 de enero |
| Argentino (J)       | 89 - 83  | River Plate         | 13 de enero |
| Libertad            | 74 - 72  | Estudiantes (O)     | 13 de enero |
| Regatas Corrientes  | 87 - 73  | Gimnasia (CR)       | 13 de enero |
| La Unión de Formosa | 76 - 96  | Deportivo Madryn    | 13 de enero |
| Quilmes             | 101 - 87 | Central Entrerriano | 13 de enero |
| Boca Juniors        | 78 - 104 | Ben Hur             | 17 de enero |
| Atenas              | 86 - 72  | Peñarol             | 18 de enero |

| Argentino (J)       | 77 - 85  | Ciclista Juninense  | 11 de enero |
| Belgrano (SN)       | 96 - 102 | River Plate         | 15 de enero |
| Atenas              | 67 - 69  | Estudiantes (O)     | 15 de enero |
| Libertad            | 60 - 66  | Peñarol             | 15 de enero |
| Regatas Corrientes  | 85 - 92  | Deportivo Madryn    | 15 de enero |
| La Unión de Formosa | 80 - 66  | Gimnasia (CR)       | 15 de enero |
| Quilmes             | 85 - 75  | Ben Hur             | 15 de enero |
| Boca Juniors        | 71 - 70  | Central Entrerriano | 20 de enero |

| Argentino (J)       | 90 - 93  | Quilmes             | 27 de enero |
| Ben Hur             | 93 - 85  | Regatas Corrientes  | 27 de enero |
| Central Entrerriano | 121 - 85 | La Unión de Formosa | 27 de enero |
| Gimnasia (CR)       | 87 - 71  | Atenas              | 27 de enero |
| Deportivo Madryn    | 80 - 74  | Libertad            | 27 de enero |
| Estudiantes (O)     | 97 - 99  | River Plate         | 27 de enero |
| Belgrano (SN)       | 75 - 79  | Boca Juniors        | 31 de enero |
| Peñarol             | 90 - 94  | Ciclista Juninense  | 31 de enero |

| Estudiantes (O)     | 95 - 83  | Ciclista Juninense  | 25 de enero |
| Belgrano (SN)       | 83 - 75  | Quilmes             | 29 de enero |
| Argentino (J)       | 76 - 83  | Boca Juniors        | 29 de enero |
| Ben Hur             | 109 - 84 | La Unión de Formosa | 29 de enero |
| Central Entrerriano | 86 - 100 | Regatas Corrientes  | 29 de enero |
| Gimnasia (CR)       | 78 - 75  | Libertad            | 29 de enero |
| Deportivo Madryn    | 74 - 83  | Atenas              | 29 de enero |
| Peñarol             | 108 - 76 | River Plate         | 29 de enero |

| Boca Juniors        | 90 - 66  | Belgrano (SN)       | 3 de febrero |
| Quilmes             | 106 - 74 | Argentino (J)       | 3 de febrero |
| Regatas Corrientes  | 82 - 78  | Ben Hur             | 3 de febrero |
| La Unión de Formosa | 86 - 100 | Central Entrerriano | 3 de febrero |
| Atenas              | 75 - 61  | Gimnasia (CR)       | 3 de febrero |
| Libertad            | 85 - 62  | Deportivo Madryn    | 3 de febrero |
| Ciclista Juninense  | 95 - 86  | Peñarol             | 3 de febrero |
| River Plate         | 101 - 85 | Estudiantes (O)     | 7 de febrero |

| Atenas              | 79 - 64 | Deportivo Madryn    | 1 de febrero |
| Quilmes             | 79 - 89 | Belgrano (SN)       | 5 de febrero |
| Boca Juniors        | 91 - 77 | Argentino (J)       | 5 de febrero |
| La Unión de Formosa | 76 - 82 | Ben Hur             | 5 de febrero |
| Regatas Corrientes  | 83 - 63 | Central Entrerriano | 5 de febrero |
| Libertad            | 74 - 78 | Gimnasia (CR)       | 5 de febrero |
| River Plate         | 99 - 92 | Peñarol             | 5 de febrero |
| Ciclista Juninense  | 87 - 97 | Estudiantes (O)     | 5 de febrero |

| Belgrano (SN)       | 93 - 126 | Peñarol             | 10 de febrero |
| Argentino (J)       | 76 - 80  | Estudiantes (O)     | 10 de febrero |
| Gimnasia (CR)       | 79 - 76  | Ciclista Juninense  | 10 de febrero |
| Deportivo Madryn    | 81 - 82  | River Plate         | 10 de febrero |
| Ben Hur             | 67 - 68  | Atenas              | 10 de febrero |
| Central Entrerriano | 83 - 81  | Libertad            | 10 de febrero |
| Boca Juniors        | 97 - 94  | Regatas Corrientes  | 10 de febrero |
| Quilmes             | 93 - 78  | La Unión de Formosa | 10 de febrero |

| Ben Hur             | 97 - 88   | Libertad            | 8 de febrero  |
| Argentino (J)       | 108 - 102 | Peñarol             | 12 de febrero |
| Belgrano (SN)       | 77 - 74   | Estudiantes (O)     | 12 de febrero |
| Deportivo Madryn    | 91 - 92   | Ciclista Juninense  | 12 de febrero |
| Gimnasia (CR)       | 101 - 74  | River Plate         | 12 de febrero |
| Central Entrerriano | 75 - 65   | Atenas              | 12 de febrero |
| Quilmes             | 85 - 87   | Regatas Corrientes  | 12 de febrero |
| Boca Juniors        | 105 - 84  | La Unión de Formosa | 12 de febrero |

| Regatas Corrientes  | 97 - 80 | Belgrano (SN)       | 17 de febrero |
| La Unión de Formosa | 93 - 82 | Argentino (J)       | 17 de febrero |
| Atenas              | 95 - 73 | Boca Juniors        | 17 de febrero |
| Libertad            | 87 - 65 | Quilmes             | 17 de febrero |
| River Plate         | 73 - 80 | Central Entrerriano | 17 de febrero |
| Peñarol             | 89 - 85 | Gimnasia (CR)       | 17 de febrero |
| Estudiantes (O)     | 89 - 73 | Deportivo Madryn    | 17 de febrero |
| Ciclista Juninense  | 88 - 90 | Ben Hur             |               |

| Libertad            | 96 - 84   | Boca Juniors        | 15 de febrero |
| River Plate         | 89 - 80   | Ben Hur             | 15 de febrero |
| La Unión de Formosa | 104 - 110 | Belgrano (SN)       | 19 de febrero |
| Regatas Corrientes  | 83 - 84   | Argentino (J)       | 19 de febrero |
| Atenas              | 76 - 68   | Quilmes             | 19 de febrero |
| Ciclista Juninense  | 76 - 77   | Central Entrerriano | 19 de febrero |
| Estudiantes (O)     | 90 - 95   | Gimnasia (CR)       | 19 de febrero |
| Peñarol             | 90 - 78   | Deportivo Madryn    | 19 de febrero |

| Belgrano (SN)       | 80 - 88  | Gimnasia (CR)      | 24 de febrero |
| Argentino (J)       | 85 - 93  | Deportivo Madryn   | 24 de febrero |
| Ben Hur             | 107 - 98 | Peñarol            | 24 de febrero |
| Central Entrerriano | 85 - 77  | Estudiantes (O)    | 24 de febrero |
| Quilmes             | 75 - 77  | River Plate        | 24 de febrero |
| Regatas Corrientes  | 92 - 95  | Atenas             | 24 de febrero |
| Boca Juniors        | 88 - 69  | Ciclista Juninense | 28 de febrero |
| La Unión de Formosa | 76 - 79  | Libertad           | 28 de febrero |

| Argentino (J)       | 65 - 78  | Gimnasia (CR)      | 26 de febrero |
| Belgrano (SN)       | 106 - 84 | Deportivo Madryn   | 26 de febrero |
| Central Entrerriano | 90 - 78  | Peñarol            | 26 de febrero |
| Ben Hur             | 78 - 76  | Estudiantes (O)    | 26 de febrero |
| Quilmes             | 94 - 88  | Ciclista Juninense | 26 de febrero |
| Boca Juniors        | 61 - 69  | River Plate        | 26 de febrero |
| La Unión de Formosa | 73 - 77  | Atenas             | 26 de febrero |
| Regatas Corrientes  | 88 - 87  | Libertad           | 26 de febrero |

| Atenas             | 85 - 67  | Belgrano (SN)       | 3 de marzo |
| Libertad           | 95 - 83  | Argentino (J)       | 3 de marzo |
| Ciclista Juninense | 73 - 81  | Regatas Corrientes  | 3 de marzo |
| River Plate        | 80 - 79  | La Unión de Formosa | 3 de marzo |
| Peñarol            | 102 - 75 | Boca Juniors        | 3 de marzo |
| Estudiantes (O)    | 75 - 80  | Quilmes             | 3 de marzo |
| Gimnasia (CR)      | 105 - 75 | Ben Hur             | 3 de marzo |
| Deportivo Madryn   | 71 - 73  | Central Entrerriano | 3 de marzo |

| Peñarol            | 82 - 88  | Quilmes             | 1 de marzo |
| Libertad           | 89 - 92  | Belgrano (SN)       | 5 de marzo |
| Atenas             | 59 - 60  | Argentino (J)       | 5 de marzo |
| River Plate        | 86 - 98  | Regatas Corrientes  | 5 de marzo |
| Ciclista Juninense | 99 - 87  | La Unión de Formosa | 5 de marzo |
| Estudiantes (O)    | 102 - 94 | Boca Juniors        | 5 de marzo |
| Deportivo Madryn   | 87 - 81  | Ben Hur             | 5 de marzo |
| Gimnasia (CR)      | 99 - 68  | Central Entrerriano | 5 de marzo |

| Belgrano (SN)       | 84 - 85 | Ben Hur             | 10 de marzo |
| Argentino (J)       | 93 - 94 | Central Entrerriano | 10 de marzo |
| Boca Juniors        | 84 - 75 | Gimnasia (CR)       | 10 de marzo |
| Quilmes             | 86 - 80 | Deportivo Madryn    | 10 de marzo |
| Regatas Corrientes  | 83 - 72 | Peñarol             | 10 de marzo |
| La Unión de Formosa | 99 - 91 | Estudiantes (O)     | 10 de marzo |
| Atenas              | 96 - 98 | Ciclista Juninense  | 10 de marzo |
| Libertad            | 91 - 79 | River Plate         | 10 de marzo |

| Atenas              | 103 - 67  | River Plate         | 8 de marzo  |
| Argentino (J)       | 72 - 80   | Ben Hur             | 12 de marzo |
| Belgrano (SN)       | 75 - 73   | Central Entrerriano | 12 de marzo |
| Quilmes             | 75 - 87   | Gimnasia (CR)       | 12 de marzo |
| Boca Juniors        | 79 - 74   | Deportivo Madryn    | 12 de marzo |
| La Unión de Formosa | 118 - 114 | Peñarol             | 12 de marzo |
| Regatas Corrientes  | 92 - 84   | Estudiantes (O)     | 12 de marzo |
| Libertad            | 83 - 69   | Ciclista Juninense  | 12 de marzo |

| Ciclista Juninense  | 89 - 85  | Belgrano (SN)       | 17 de marzo |
| River Plate         | 81 - 79  | Argentino (J)       | 17 de marzo |
| Peñarol             | 103 - 93 | Atenas              | 17 de marzo |
| Gimnasia (CR)       | 91 - 93  | Regatas Corrientes  | 17 de marzo |
| Deportivo Madryn    | 93 - 92  | La Unión de Formosa | 17 de marzo |
| Central Entrerriano | 78 - 67  | Quilmes             | 17 de marzo |
| Estudiantes (O)     | 92 - 87  | Libertad            | 21 de marzo |
| Ben Hur             | 85 - 74  | Boca Juniors        | 22 de marzo |

| Estudiantes (O)     | 83 - 95  | Atenas              | 15 de marzo |
| River Plate         | 97 - 96  | Belgrano (SN)       | 19 de marzo |
| Ciclista Juninense  | 91 - 90  | Argentino (J)       | 19 de marzo |
| Peñarol             | 95 - 98  | Libertad            | 19 de marzo |
| Deportivo Madryn    | 84 - 90  | Regatas Corrientes  | 19 de marzo |
| Gimnasia (CR)       | 107 - 77 | La Unión de Formosa | 19 de marzo |
| Central Entrerriano | 66 - 71  | Boca Juniors        | 19 de marzo |
| Ben Hur             | 75 - 76  | Quilmes             | 19 de marzo |

| Ben Hur            | 69 - 70  | Central Entrerriano | 24 de marzo |
| Gimnasia (CR)      | 104 - 77 | Deportivo Madryn    | 24 de marzo |
| Peñarol            | 109 - 95 | Estudiantes (O)     | 24 de marzo |
| Ciclista Juninense | 103 - 78 | River Plate         | 24 de marzo |
| Atenas             | 80 - 85  | Libertad            | 24 de marzo |
| Regatas Corrientes | 77 - 73  | La Unión de Formosa | 24 de marzo |
| Boca Juniors       | 74 - 76  | Quilmes             | 24 de marzo |
| Belgrano (SN)      | 97 - 100 | Argentino (J)       | 24 de marzo |

| Central Entrerriano | 82 - 56  | Ben Hur            | 26 de marzo |
| Deportivo Madryn    | 74 - 81  | Gimnasia (CR)      | 26 de marzo |
| Estudiantes (O)     | 89 - 84  | Peñarol            | 26 de marzo |
| River Plate         | 93 - 98  | Ciclista Juninense | 26 de marzo |
| Libertad            | 74 - 73  | Atenas             | 26 de marzo |
| La Unión de Formosa | 92 - 95  | Regatas Corrientes | 26 de marzo |
| Quilmes             | 85 - 87  | Boca Juniors       | 26 de marzo |
| Argentino (J)       | 121 - 71 | Belgrano (SN)      | 26 de marzo |

## Tercera fase, play-offs
|  | Reclasificación | Reclasificación     | Reclasificación |                     |   | Cuartos de final | Cuartos de final | Cuartos de final |  |     | Semifinales | Semifinales | Semifinales |  |     | Final    | Final | Final |  |
|  |                 |                     |                 |                     |   |                  |                  |                  |  |     |             |             |             |  |     |          |       |       |  |
|  |                 |                     |                 |                     |   |                  |                  |                  |  |     |             |             |             |  |     |          |       |       |  |
|  |                 |                     |                 |                     |   |                  |                  |                  |  |     |             |             |             |  |     |          |       |       |  |
|  |                 |                     |                 |                     |   |                  |                  |                  |  |     |             |             |             |  |     |          |       |       |  |
|  |                 |                     |                 |                     |   |                  |                  |                  |  |     |             |             |             |  |     |          |       |       |  |
|  |                 | 1.º                 | Ben Hur         | 3                   |   |                  |                  |                  |  |     |             |             |             |  |     |          |       |       |  |
|  |                 |                     |                 | 3                   |   |                  |                  |                  |  |     |             |             |             |  |     |          |       |       |  |
|  |                 |                     | 8.º             | Ciclista Juninense  | 0 |                  |                  |                  |  |     |             |             |             |  |     |          |       |       |  |
|  | 8.º             | Ciclista Juninense  | 8.º             | Ciclista Juninense  | 0 | 3                |                  |                  |  |     |             |             |             |  |     |          |       |       |  |
|  | 8.º             | Ciclista Juninense  |                 |                     |   |                  |                  |                  |  |     |             |             |             |  |     |          |       |       |  |
|  | 9.º             | River Plate         | 1               |                     |   |                  |                  |                  |  |     |             |             |             |  |     |          |       |       |  |
|  | 9.º             | River Plate         | 1               |                     |   |                  |                  |                  |  | 1.º | Ben Hur     | 1           |             |  |     |          |       |       |  |
|  |                 |                     |                 |                     |   |                  |                  |                  |  | 1.º | Ben Hur     | 1           |             |  |     |          |       |       |  |
|  |                 |                     | 4.º             | Gimnasia (CR)       | 3 |                  |                  |                  |  |     |             |             |             |  |     |          |       |       |  |
|  |                 |                     | 4.º             | Gimnasia (CR)       | 3 |                  |                  |                  |  |     |             |             |             |  |     |          |       |       |  |
|  |                 |                     |                 |                     |   |                  |                  |                  |  |     |             |             |             |  |     |          |       |       |  |
|  |                 |                     |                 |                     |   |                  |                  |                  |  |     |             |             |             |  |     |          |       |       |  |
|  |                 | 4.º                 | Gimnasia (CR)   | 3                   |   |                  |                  |                  |  |     |             |             |             |  |     |          |       |       |  |
|  |                 |                     |                 | 3                   |   |                  |                  |                  |  |     |             |             |             |  |     |          |       |       |  |
|  |                 |                     | 5.º             | Boca Juniors        | 1 |                  |                  |                  |  |     |             |             |             |  |     |          |       |       |  |
|  | 5.º             | Boca Juniors        | 5.º             | Boca Juniors        | 1 | 3                |                  |                  |  |     |             |             |             |  |     |          |       |       |  |
|  | 5.º             | Boca Juniors        |                 |                     |   |                  |                  |                  |  |     |             |             |             |  |     |          |       |       |  |
|  | 12.º            | Quilmes             | 1               |                     |   |                  |                  |                  |  |     |             |             |             |  |     |          |       |       |  |
|  | 12.º            | Quilmes             | 1               |                     |   |                  |                  |                  |  |     |             |             |             |  | 2.º | Libertad | 2     |       |  |
|  |                 |                     |                 |                     |   |                  |                  |                  |  |     |             |             |             |  | 2.º | Libertad | 2     |       |  |
|  |                 |                     | 4.º             | Gimnasia (CR)       | 4 |                  |                  |                  |  |     |             |             |             |  |     |          |       |       |  |
|  |                 |                     | 4.º             | Gimnasia (CR)       | 4 |                  |                  |                  |  |     |             |             |             |  |     |          |       |       |  |
|  |                 |                     |                 |                     |   |                  |                  |                  |  |     |             |             |             |  |     |          |       |       |  |
|  |                 |                     |                 |                     |   |                  |                  |                  |  |     |             |             |             |  |     |          |       |       |  |
|  |                 | 2.º                 | Libertad        | 3                   |   |                  |                  |                  |  |     |             |             |             |  |     |          |       |       |  |
|  |                 |                     |                 | 3                   |   |                  |                  |                  |  |     |             |             |             |  |     |          |       |       |  |
|  |                 |                     | 7.º             | Regatas Corrientes  | 2 |                  |                  |                  |  |     |             |             |             |  |     |          |       |       |  |
|  | 7.º             | Regatas Corrientes  | 7.º             | Regatas Corrientes  | 2 | 3                |                  |                  |  |     |             |             |             |  |     |          |       |       |  |
|  | 7.º             | Regatas Corrientes  |                 |                     |   |                  |                  |                  |  |     |             |             |             |  |     |          |       |       |  |
|  | 10.º            | Peñarol             | 1               |                     |   |                  |                  |                  |  |     |             |             |             |  |     |          |       |       |  |
|  | 10.º            | Peñarol             | 1               |                     |   |                  |                  |                  |  | 2.º | Libertad    | 3           |             |  |     |          |       |       |  |
|  |                 |                     |                 |                     |   |                  |                  |                  |  | 2.º | Libertad    | 3           |             |  |     |          |       |       |  |
|  |                 |                     | 3.º             | Atenas              | 1 |                  |                  |                  |  |     |             |             |             |  |     |          |       |       |  |
|  |                 |                     | 3.º             | Atenas              | 1 |                  |                  |                  |  |     |             |             |             |  |     |          |       |       |  |
|  |                 |                     |                 |                     |   |                  |                  |                  |  |     |             |             |             |  |     |          |       |       |  |
|  |                 |                     |                 |                     |   |                  |                  |                  |  |     |             |             |             |  |     |          |       |       |  |
|  |                 | 3.º                 | Atenas          | 3                   |   |                  |                  |                  |  |     |             |             |             |  |     |          |       |       |  |
|  |                 |                     |                 | 3                   |   |                  |                  |                  |  |     |             |             |             |  |     |          |       |       |  |
|  |                 |                     | 6.º             | Central Entrerriano | 2 |                  |                  |                  |  |     |             |             |             |  |     |          |       |       |  |
|  | 6.º             | Central Entrerriano | 6.º             | Central Entrerriano | 2 | 3                |                  |                  |  |     |             |             |             |  |     |          |       |       |  |
|  | 6.º             | Central Entrerriano |                 |                     |   |                  |                  |                  |  |     |             |             |             |  |     |          |       |       |  |
|  | 11.º            | Estudiantes (O)     | 0               |                     |   |                  |                  |                  |  |     |             |             |             |  |     |          |       |       |  |
|  | 11.º            | Estudiantes (O)     | 0               |                     |   |                  |                  |                  |  |     |             |             |             |  |     |          |       |       |  |
|  |                 |                     |                 |                     |   |                  |                  |                  |  |     |             |             |             |  |     |          |       |       |  |

El resultado que figura en cada serie es la suma de los partidos ganados por cada equipo.
El equipo que figura primero en cada llave es el que obtuvo la ventaja de localía.

### Reclasificación
Boca Juniors - Quilmes
| 31 de marzo | Boca Juniors | 87–66 | Quilmes | Buenos Aires |  |  |
|             |              |       |         |              |  |  |
|             |              |       |         |              |  |  |
| Serie: 1-0  |              |       |         |              |  |  |
|             |              |       |         |              |  |  |

| 2 de abril | Boca Juniors | 92–76 | Quilmes | Buenos Aires |  |  |
|            |              |       |         |              |  |  |
|            |              |       |         |              |  |  |
| Serie: 2-0 |              |       |         |              |  |  |
|            |              |       |         |              |  |  |

| 5 de abril | Quilmes | 87–73 | Boca Juniors | Mar del Plata |  |  |
|            |         |       |              |               |  |  |
|            |         |       |              |               |  |  |
| Serie: 1-2 |         |       |              |               |  |  |
|            |         |       |              |               |  |  |

| 7 de abril | Quilmes | 85–96 | Boca Juniors | Mar del Plata |  |  |
|            |         |       |              |               |  |  |
|            |         |       |              |               |  |  |
| Serie: 1-3 |         |       |              |               |  |  |
|            |         |       |              |               |  |  |

Central Entrerriano - Estudiantes (Olavarría)
| 29 de marzo | Central Entrerriano | 88–77 | Estudiantes (O) | Gualeguaychú |  |  |
|             |                     |       |                 |              |  |  |
|             |                     |       |                 |              |  |  |
| Serie: 1-0  |                     |       |                 |              |  |  |
|             |                     |       |                 |              |  |  |

| 31 de marzo | Central Entrerriano | 89–76 | Estudiantes (O) | Gualeguaychú |  |  |
|             |                     |       |                 |              |  |  |
|             |                     |       |                 |              |  |  |
| Serie: 2-0  |                     |       |                 |              |  |  |
|             |                     |       |                 |              |  |  |

| 5 de abril | Estudiantes (O) | 72–83 | Central Entrerriano | Olavarría |  |  |
|            |                 |       |                     |           |  |  |
|            |                 |       |                     |           |  |  |
| Serie: 0-3 |                 |       |                     |           |  |  |
|            |                 |       |                     |           |  |  |

Regatas Corrientes - Peñarol
| 31 de marzo | Regatas Corrientes | 99–96 | Peñarol | Corrientes |  |  |
|             |                    |       |         |            |  |  |
|             |                    |       |         |            |  |  |
| Serie: 1-0  |                    |       |         |            |  |  |
|             |                    |       |         |            |  |  |

| 2 de abril | Regatas Corrientes | 89–76 | Peñarol | Corrientes |  |  |
|            |                    |       |         |            |  |  |
|            |                    |       |         |            |  |  |
| Serie: 2-0 |                    |       |         |            |  |  |
|            |                    |       |         |            |  |  |

| 6 de abril | Peñarol | 92–85 | Regatas Corrientes | Mar del Plata |  |  |
|            |         |       |                    |               |  |  |
|            |         |       |                    |               |  |  |
| Serie: 1-2 |         |       |                    |               |  |  |
|            |         |       |                    |               |  |  |

| 8 de abril | Peñarol | 82–106 | Regatas Corrientes | Mar del Plata |  |  |
|            |         |        |                    |               |  |  |
|            |         |        |                    |               |  |  |
| Serie: 1-3 |         |        |                    |               |  |  |
|            |         |        |                    |               |  |  |

Ciclista Juninense - River Plate
| 31 de marzo | Ciclista Juninense | 106–80 | River Plate | Junín |  |  |
|             |                    |        |             |       |  |  |
|             |                    |        |             |       |  |  |
| Serie: 1-0  |                    |        |             |       |  |  |
|             |                    |        |             |       |  |  |

| 2 de abril | Ciclista Juninense | 88–90 | River Plate | Junín |  |  |
|            |                    |       |             |       |  |  |
|            |                    |       |             |       |  |  |
| Serie: 1-1 |                    |       |             |       |  |  |
|            |                    |       |             |       |  |  |

| 5 de abril | River Plate | 92–94 | Ciclista Juninense | Buenos Aires |  |  |
|            |             |       |                    |              |  |  |
|            |             |       |                    |              |  |  |
| Serie: 1-2 |             |       |                    |              |  |  |
|            |             |       |                    |              |  |  |

| 7 de abril | River Plate | 72–77 | Ciclista Juninense | Buenos Aires |  |  |
|            |             |       |                    |              |  |  |
|            |             |       |                    |              |  |  |
| Serie: 1-3 |             |       |                    |              |  |  |
|            |             |       |                    |              |  |  |

### Cuartos de final
Ben Hur - Ciclista Juninense
| 13 de abril | Ben Hur | 96–78 | Ciclista Juninense | Rafaela |  |  |
|             |         |       |                    |         |  |  |
|             |         |       |                    |         |  |  |
| Serie: 1-0  |         |       |                    |         |  |  |
|             |         |       |                    |         |  |  |

| 15 de abril | Ben Hur | 82–68 | Ciclista Juninense | Rafaela |  |  |
|             |         |       |                    |         |  |  |
|             |         |       |                    |         |  |  |
| Serie: 2-0  |         |       |                    |         |  |  |
|             |         |       |                    |         |  |  |

| 21 de abril | Ciclista Juninense | 63–67 | Ben Hur | Junín |  |  |
|             |                    |       |         |       |  |  |
|             |                    |       |         |       |  |  |
| Serie: 0-3  |                    |       |         |       |  |  |
|             |                    |       |         |       |  |  |

Libertad - Regatas Corrientes
| 14 de abril | Libertad | 98–78 | Regatas Corrientes | Sunchales |  |  |
|             |          |       |                    |           |  |  |
|             |          |       |                    |           |  |  |
| Serie: 1-0  |          |       |                    |           |  |  |
|             |          |       |                    |           |  |  |

| 16 de abril | Libertad | 92–74 | Regatas Corrientes | Sunchales |  |  |
|             |          |       |                    |           |  |  |
|             |          |       |                    |           |  |  |
| Serie: 2-0  |          |       |                    |           |  |  |
|             |          |       |                    |           |  |  |

| 19 de abril | Regatas Corrientes | 90–89 | Libertad | Corrientes |  |  |
|             |                    |       |          |            |  |  |
|             |                    |       |          |            |  |  |
| Serie: 1-2  |                    |       |          |            |  |  |
|             |                    |       |          |            |  |  |

| 21 de abril | Regatas Corrientes | 78–75 | Libertad | Corrientes |  |  |
|             |                    |       |          |            |  |  |
|             |                    |       |          |            |  |  |
| Serie: 2-2  |                    |       |          |            |  |  |
|             |                    |       |          |            |  |  |

| 25 de abril | Libertad | 104–102 | Regatas Corrientes | Sunchales |  |  |
|             |          |         |                    |           |  |  |
|             |          |         |                    |           |  |  |
| Serie: 3-2  |          |         |                    |           |  |  |
|             |          |         |                    |           |  |  |

Atenas - Central Entrerriano
| 14 de abril | Atenas | 96–77 | Central Entrerriano | Córdoba |  |  |
|             |        |       |                     |         |  |  |
|             |        |       |                     |         |  |  |
| Serie: 1-0  |        |       |                     |         |  |  |
|             |        |       |                     |         |  |  |

| 16 de abril | Atenas | 100–88 | Central Entrerriano | Córdoba |  |  |
|             |        |        |                     |         |  |  |
|             |        |        |                     |         |  |  |
| Serie: 2-0  |        |        |                     |         |  |  |
|             |        |        |                     |         |  |  |

| 21 de abril | Central Entrerriano | 84–82 | Atenas | Gualeguaychú |  |  |
|             |                     |       |        |              |  |  |
|             |                     |       |        |              |  |  |
| Serie: 1-2  |                     |       |        |              |  |  |
|             |                     |       |        |              |  |  |

| 23 de abril | Central Entrerriano | 75–65 | Atenas | Gualeguaychú |  |  |
|             |                     |       |        |              |  |  |
|             |                     |       |        |              |  |  |
| Serie: 2-2  |                     |       |        |              |  |  |
|             |                     |       |        |              |  |  |

| 26 de abril | Atenas | 83–74 | Central Entrerriano | Córdoba |  |  |
|             |        |       |                     |         |  |  |
|             |        |       |                     |         |  |  |
| Serie: 3-2  |        |       |                     |         |  |  |
|             |        |       |                     |         |  |  |

Gimnasia (Comodoro Rivadavia) - Boca Juniors
| 14 de abril | Gimnasia (CR) | 79–73 | Boca Juniors | Comodoro Rivadavia |  |  |
|             |               |       |              |                    |  |  |
|             |               |       |              |                    |  |  |
| Serie: 1-0  |               |       |              |                    |  |  |
|             |               |       |              |                    |  |  |

| 16 de abril | Gimnasia (CR) | 70–64 | Boca Juniors | Comodoro Rivadavia |  |  |
|             |               |       |              |                    |  |  |
|             |               |       |              |                    |  |  |
| Serie: 2-0  |               |       |              |                    |  |  |
|             |               |       |              |                    |  |  |

| 20 de abril | Boca Juniors | 86–74 | Gimnasia (CR) | Buenos Aires |  |  |
|             |              |       |               |              |  |  |
|             |              |       |               |              |  |  |
| Serie: 1-2  |              |       |               |              |  |  |
|             |              |       |               |              |  |  |

| 22 de abril | Boca Juniors | 74–84 | Gimnasia (CR) | Buenos Aires |  |  |
|             |              |       |               |              |  |  |
|             |              |       |               |              |  |  |
| Serie: 1-3  |              |       |               |              |  |  |
|             |              |       |               |              |  |  |

### Semifinales
Ben Hur - Gimnasia (Comodoro Rivadavia)
| 1 de mayo    | Ben Hur | 79–82 | Gimnasia (CR) | Rafaela                      |  |  |
|              |         |       |               |                              |  |  |
|              |         |       |               | Pabellón: El Coliseo del Sur |  |  |
| Serie: 0 - 1 |         |       |               |                              |  |  |
|              |         |       |               |                              |  |  |

| 3 de mayo    | Ben Hur | 100–75 | Gimnasia (CR) | Rafaela                      |  |  |
|              |         |        |               |                              |  |  |
|              |         |        |               | Pabellón: El Coliseo del Sur |  |  |
| Serie: 1 - 1 |         |        |               |                              |  |  |
|              |         |        |               |                              |  |  |

| 8 de mayo    | Gimnasia (CR) | 81–76 | Ben Hur | Comodoro Rivadavia                  |  |  |
|              |               |       |         |                                     |  |  |
|              |               |       |         | Pabellón: Estadio Socios Fundadores |  |  |
| Serie: 2 - 1 |               |       |         |                                     |  |  |
|              |               |       |         |                                     |  |  |

| 10 de mayo   | Gimnasia (CR) | 76–65 | Ben Hur | Comodoro Rivadavia                  |  |  |
|              |               |       |         |                                     |  |  |
|              |               |       |         | Pabellón: Estadio Socios Fundadores |  |  |
| Serie: 3 - 1 |               |       |         |                                     |  |  |
|              |               |       |         |                                     |  |  |

Libertad - Atenas
| 30 de abril  | Libertad | 104–74 | Atenas | Sunchales                        |  |  |
|              |          |        |        |                                  |  |  |
|              |          |        |        | Pabellón: El Hogar de los Tigres |  |  |
| Serie: 1 - 0 |          |        |        |                                  |  |  |
|              |          |        |        |                                  |  |  |

| 2 de mayo    | Libertad | 85–75 | Atenas | Sunchales                        |  |  |
|              |          |       |        |                                  |  |  |
|              |          |       |        | Pabellón: El Hogar de los Tigres |  |  |
| Serie: 2 - 0 |          |       |        |                                  |  |  |
|              |          |       |        |                                  |  |  |

| 7 de mayo    | Atenas | 83–81 | Libertad | Córdoba                                |  |  |
|              |        |       |          |                                        |  |  |
|              |        |       |          | Pabellón: Polideportivo Carlos Cerutti |  |  |
| Serie: 1 - 2 |        |       |          |                                        |  |  |
|              |        |       |          |                                        |  |  |

| 9 de mayo    | Atenas | 70–79 | Libertad | Córdoba                                |  |  |
|              |        |       |          |                                        |  |  |
|              |        |       |          | Pabellón: Polideportivo Carlos Cerutti |  |  |
| Serie: 1 - 3 |        |       |          |                                        |  |  |
|              |        |       |          |                                        |  |  |

### Final
Libertad - Gimnasia (Comodoro Rivadavia)
| 18 de mayo   | Libertad                                      | 80–72 | Gimnasia (CR)                                    | Sunchales |  |  |
|              | Parciales: 24-23, 15-21, 21-19, 20-9          |       |                                                  | |  |  |
|              | Estadísticas Ryan Carroll 20 Roberto López 20 | Pts   | Estadísticas 15 Charles Jones 13 Leandro Masieri | Pabellón: El Hogar de los Tigres Árbitros: * Alejandro Chiti * Diego Rougier * Osvaldo Bautista Televisión: TyC Sports |  |  |
| Serie: 1 - 0 |                                               |       |                                                  | |  |  |
|              |                                               |       |                                                  | |  |  |

| 20 de mayo   | Libertad                                      | 78–99 | Gimnasia (CR)                                   | Sunchales |  |  |
|              | Parciales: 22-27, 19-22, 21-23, 16-27         |       |                                                 | |  |  |
|              | Estadísticas Roberto López 20 Diego Cavaco 14 | Pts   | Estadísticas 30 Jervaughn Scales 17 Pablo Moldú | Pabellón: El Hogar de los Tigres Árbitros: * Eduardo Bellón * Alejandro Ramallo * Sergio Tarifeño Televisión: TyC Sports |  |  |
| Serie: 1 - 1 |                                               |       |                                                 | |  |  |
|              |                                               |       |                                                 | |  |  |

| 23 de mayo   | Gimnasia (CR)                                   | 93–69 | Libertad                                           | Comodoro Rivadavia                                                                                               |  |  |
|              | Parciales: 18-16, 24-17, 20-17, 31-19           |       |                                                    | |  |  |
|              | Estadísticas Jervaughn Scales 26 Pablo Moldú 17 | Pts   | Estadísticas 28 Diego Cavaco 13 Sebastián Ginóbili | Pabellón: Estadio Socios Fundadores Árbitros: * Pablo Estévez * R. Settembrini * R. Smith Televisión: TyC Sports |  |  |
| Serie: 2 - 1 |                                                 |       |                                                    | |  |  |
|              |                                                 |       |                                                    | |  |  |

| 26 de mayo   | Gimnasia (CR)                                     | 95–74 | Libertad                                           | Comodoro Rivadavia |  |  |
|              | Parciales: 23-20, 19-12, 30-22, 23-20             |       |                                                    | |  |  |
|              | Estadísticas Gabriel Cocha 19 Jervaughn Scales 16 | Pts   | Estadísticas 26 Sebastián Ginóbili 16 Diego Cavaco | Pabellón: Estadio Socios Fundadores Árbitros: * Daniel Rodrigo * Fernando Sampietro * Marcelo Latorre Televisión: TyC Sports |  |  |
| Serie: 3 - 1 |                                                   |       |                                                    | |  |  |
|              |                                                   |       |                                                    | |  |  |

| 29 de mayo   | Libertad                                            | 90–86 | Gimnasia (CR)                                | Sunchales |  |  |
|              | Parciales: 20-23, 17-21, 19-17, 24-25               |       |                                              | |  |  |
|              | Estadísticas Jorge Benítez 26 Sebastián Ginóbili 22 | Pts   | Estadísticas 23 Gabriel Cocha 16 Pablo Moldú | Pabellón: El Hogar de los Tigres Árbitros: * Alejandro Chiti * Diego Rougier * Osvaldo Bautista Televisión: TyC Sports |  |  |
| Serie: 2 - 3 |                                                     |       |                                              | |  |  |
|              |                                                     |       |                                              | |  |  |

| 1 de junio   | Gimnasia (CR)                                                    | 84–80 | Libertad                                                            | Comodoro Rivadavia |  |  |
|              | Parciales: 23-19, 23-18, 19-24, 19-19                            |       |                                                                     | |  |  |
|              | Estadísticas Pablo Moldú 19 Jervaughn Scales 17 Gabriel Cocha 14 | Pts   | Estadísticas 22 Roberto López 21 Diego Cavaco 18 Sebastián Ginóbili | Pabellón: Estadio Socios Fundadores Árbitros: * Pablo Estévez * Daniel Rodrigo * Fernando Sampietro Televisión: TyC Sports |  |  |
| Serie: 4 - 2 |                                                                  |       |                                                                     | |  |  |
|              |                                                                  |       |                                                                     | |  |  |

## Plantel campeón
| \| N.º \| Posición \| Nombre \| Nombre \| \| --- \| --------- \| ------ \| --------------------- \| \| 10 \| Base \| \| Sebastián Festa \| \| 13 \| Base \| \| Santiago Haag \| \| 5 \| Base \| \| Nicolás De Los Santos \| \| 8 \| Escolta \| \| Gabriel Cocha \| \| 7 \| Escolta \| \| Pablo Moldú \| \| 11 \| Alero \| \| Charles Jones \| \| 9 \| Alero \| \| Leandro Masieri \| \| 19 \| Alero \| \| Matías Barberis \| \| 4 \| Ala Pívot \| \| Jervaughn Scales \| \| 12 \| Ala Pívot \| \| Sebastián Morales \| \| 23 \| Ala Pívot \| \| Ruperto Herrera \| \| 8 \| Pívot \| \| Diego Romero \| \| 5 \| Pívot \| \| Bruce Zabukovic \| |           |                           |                       |
| N.º | Posición  | Nombre                    | Nombre                |
| 10 | Base      | Bandera de Argentina      | Sebastián Festa       |
| 13 | Base      | Bandera de Argentina      | Santiago Haag         |
| 5 | Base      | Bandera de Argentina      | Nicolás De Los Santos |
| 8 | Escolta   | Bandera de Argentina      | Gabriel Cocha         |
| 7 | Escolta   | Bandera de Argentina      | Pablo Moldú           |
| 11 | Alero     | Bandera de Estados Unidos | Charles Jones         |
| 9 | Alero     | Bandera de Argentina      | Leandro Masieri       |
| 19 | Alero     | Bandera de Argentina      | Matías Barberis       |
| 4 | Ala Pívot | Bandera de Estados Unidos | Jervaughn Scales      |
| 12 | Ala Pívot | Bandera de Argentina      | Sebastián Morales     |
| 23 | Ala Pívot |                           | Ruperto Herrera       |
| 8 | Pívot     | Bandera de Argentina      | Diego Romero          |
| 5 | Pívot     | Bandera de Estados Unidos | Bruce Zabukovic       |

Director Técnico:  Fernando Duró

## Clasificación a competencias internacionales

### Campeonato Sudamericano de Clubes Campeones
| Gimnasia y Esgrima (Comodoro Rivadavia) Campeón en la LNB |

### Liga Sudamericana de Clubes
| Gimnasia y Esgrima (Comodoro Rivadavia) Campeón en la LNB | Libertad Subcampeón LNB |

## Estadísticas
Líderes
- Puntos:  Joseph Bunn - Peñarol (1371 en 48 partidos: 28.6)
- Asistencias:  Pablo Sebastián Rodríguez - Peñarol (287 en 48 partidos: 6.0)
- Rebotes:  Antonio García - Estudiantes (707 en 47 partidos: 15.8)
- Robos:  Paolo Quinteros - Boca Juniors (123 en 51 partidos: 2.4)
- Tapas:  Jeffrion Aubry - Libertad (87 en 57 partidos: 1.5)
- Triples:  Leandro Masieri - Gimnasia y Esgrima (CR) (175 en 58 partidos: 3.0)

## Premios
| - MVP de la temporada - Leonardo Gutiérrez, Ben Hur - MVP de las Finales de la LNB - Gabriel Cocha, Gimnasia y Esgrima (Comodoro Rivadavia) - Mejor quinteto de la LNB - B Sebastián Ginóbili, Libertad - E Paolo Quinteros, Boca Juniors - A Ramzee Stanton, Ben Hur - AP Leonardo Gutiérrez, Ben Hur - P Antonio García, Estudiantes de Olavarría - Revelación/debutante - Agustín Carabajal, Ciclista Juninense | - Jugador de Mayor Progreso - Pedro Calderón, Quilmes - Mejor Sexto Hombre - Walter Storani, Ben Hur - Mejor Entrenador - Julio Lamas, Ben Hur - Mejor Extranjero - Antonio García, Estudiantes de Olavarría - Mejor Nacional - Leonardo Gutiérrez, Ben Hur |